# Будилиха
Будилиха — деревня в составе Капустихинского сельсовета в Воскресенском районе Нижегородской области.

## География
Находится в правобережье Ветлуги на расстоянии примерно 5 километров по прямой на запад-северо-запад от районного центра поселка  Воскресенское.

## История
Деревня была основана в первой половине XVII века, названа по имени первопоселенца. В 1771 году в деревне учтено 35 дворов, в 1795 – 41 двор и 298 жителей. В 1859 году 42 двора и 302 жителя. До 1861 года принадлежала Кондратьевой-Барбашевой. В 1911 году 100 дворов. Деревня была старообрядческой, отличалась развитием кустарных промыслов и более высоким достатком жителей. Входила в Макарьевский уезд Нижегородской губернии. В 1925 году учтено было 564 жителя. В советское время работал колхоз «Доброволец».

## Население
Постоянное население  составляло 106 человека (русские 99%) в 2002 году, 88 в 2010 .